# Савиняно Ирпино
Савиня̀но Ирпѝно (на италиански: Savignano Irpino) е село и община в Южна Италия, провинция Авелино, регион Кампания. Разположено е на 698 m надморска височина. Населението на общината е 1204 души (към 2010 г.).